# Norman Reedus
Norman Mark Reedus (sinh ngày 6 tháng 1 năm 1969) là một nam diễn viên, người mẫu người Mỹ.

## Danh sách phim

### Điện ảnh
| Năm  | Tên                                    | Vai                    | Ghi chú |
| ---- | -------------------------------------- | ---------------------- | ------- |
| 1997 | Floating                               | Van                    |         |
| 1997 | Mimic                                  | Jeremy                 |         |
| 1998 | I'm Losing You                         | Toby                   |         |
| 1998 | Six Ways to Sunday                     | Harold                 |         |
| 1998 | Reach the Rock                         | Danny                  |         |
| 1998 | Dark Harbor                            |                        |         |
| 1998 | Davis Is Dead                          | Larry                  |         |
| 1999 | Let the Devil Wear Black               | Brautigan              |         |
| 1999 | 8mm                                    | Warren Anderson        |         |
| 1999 | The Boondock Saints                    | Murphy MacManus        |         |
| 2000 | Beat                                   | Lucien Carr            |         |
| 2000 | Gossip                                 | Travis                 |         |
| 2000 | Bad Seed                               | Jonathan Casey         |         |
| 2000 | Sand                                   | Jack                   |         |
| 2001 | The Beatnicks                          | Nick Nero              |         |
| 2002 | Luster                                 | Sextools Delivery Boy  |         |
| 2002 | Blade II                               | Scud                   |         |
| 2002 | Deuces Wild                            | Marco                  |         |
| 2003 | Nobody Needs to Know                   | Kurt                   |         |
| 2003 | Tough Luck                             | Archie                 |         |
| 2003 | Octane (Pulse)                         |                        |         |
| 2003 | Overnight                              |                        |         |
| 2004 | Until the Night                        | Robert                 |         |
| 2004 | Great Wall Great Medicine              | Norman                 |         |
| 2005 | Antibodies                             | Polizist Schmitz       |         |
| 2005 | The Notorious Bettie Page              | Billy Neal             |         |
| 2006 | Walls                                  | Henry Flesh            |         |
| 2006 | A Crime                                | Vincent Harris         |         |
| 2006 | I Thought of You                       |                        |         |
| 2006 | Killer Queen                           | Jack Trust             |         |
| 2007 | American Gangster                      |                        |         |
| 2007 | Moscow Chill                           | Ray Perso              |         |
| 2008 | Hero Wanted                            | Swain                  |         |
| 2008 | Meet Me in Berlin                      |                        |         |
| 2008 | Red Canyon                             | Mac                    |         |
| 2008 | Dead*Line                              | Seth                   |         |
| 2008 | Clown                                  | Lucien                 |         |
| 2008 | Cadillac Records                       | Chess Records Engineer |         |
| 2008 | Echoes of Extinction                   | Eric Richards          |         |
| 2008 | Styrofoam Soul                         | Joe                    |         |
| 2009 | The Chase                              |                        |         |
| 2009 | Messengers 2: The Scarecrow            | John Rollins           |         |
| 2009 | Pandorum                               | Shepard                |         |
| 2009 | The Boondock Saints II: All Saints Day | Murphy MacManus        |         |
| 2010 | Meskada                                | Dennis Burrows         |         |
| 2010 | The Conspirator                        | Lewis Payne            |         |
| 2010 | Ollie Klublershturf vs. The Nazis      | Barry                  |         |
| 2010 | 8 Uhr 28                               | Stranger               |         |
| 2011 | Hello Herman                           | Lax Morales            |         |
| 2012 | Night of the Templar                   | Henry Flesh            |         |
| 2013 | Iron Man: Rise of Technovore           |                        |         |
| 2013 | Sunlight Jr.                           | Justin                 |         |
| 2013 | Pawn Shop Chronicles                   | Stanley                |         |
| 2014 | Stretch                                |                        |         |
| 2015 | Vacation                               | Truck Driver           |         |
| 2015 | Air                                    | Bauer                  |         |
| 2015 | Sky                                    | Diego                  |         |
| 2016 | Triple 9                               | Russel Welch           |         |
| 2017 | Alien Invasion: S.U.M.1                |                        |         |
| 2024 | Ballerina                              |                        |         |

### Truyền hình
| Năm  | Tên phim                      | Vai         | Ghi chú |
| 2010 | The Walking Dead              | Daryl Dixon |         |
| 2023 | The Walking Dead: Daryl Dixon | Daryl Dixon |         |
|      |                               |             |         |